# 复合城市
复合城市（英语：Conurbation），又称大型城市、都会，是指多個鄰接的都市隨著都市規模的發展，跨過行政區劃的界限發展為一個都市區的狀態。這一概念由派翠克·葛德斯在1915年提出。隨著工業革命的發展，在歐美大量勞動者流入都市，城市化急速發展，都市的規模也因此擴大。
集合都市可分為兩大類型。首先是有突出的大都市（人口集中地區），其附近的都市均為衛星都市，主要發揮睡城的作用。如倫敦、東京。另一類型則無突出的人口集中地區，大集合都市內有兩個或多個主要都市。如德國魯爾區（城市众多且规模相近），中国广州和佛山（廣東双城，相互依赖）。

## 伸延閱讀
Patrick Geddes – "Cities In Evolution"
Edward Soja – "Postmetropolis"